# Nguyen Phuong Thao
Nguyễn Phương Thảo (* 10. října 1972 Hanoj, Vietnam) je vietnamská fotografka působící v Praze.

## Život a tvorba
Narodila se v rodině novináře a ekonomky ve Vietnamu. V roce 1990 přijela do Československa studovat pražskou Fakultu sociálních věd Univerzity Karlovy. Během studií v Praze začala fotografovat. V roce 1995 nastoupila jako externistka do MF Dnes, kde poté získala smlouvu a pracovala zde až do roku 2012. Od roku 2012 fotografuje pro časopis Reflex, věnuje se portrétní fotografii.

## Ocenění
- 2002, 2003, 2006, 2007, 2012 – Czech Press Photo

## Výstavy (výběr)
- 2008 – Komorní galerie Josefa Sudka, Praha
- 2010 – Café Bar Platýz, Praha